# 魔島
《魔島》（英語：Duma Key）是史蒂芬·金於2008年推出的恐怖小說，曾進佔紐約時報暢銷書榜的第一位，並獲得英國恐怖小說作家協會「史鐸克獎」和第二屆「黑色羽毛筆獎」年度闇黑小說。

## 故事簡介
艾德格原本是成功的建築商，但在一次交通意外中失去了右手，脾氣亦變得暴躁，妻子亦忍受不住他的古怪脾氣此離他而去。在物理治療師的建議下，艾德格搬到南部的杜馬島，艾德於島上的沙灘每日練習步行，同時認識了懷爾曼。懷爾曼是伊莉沙白的管家，因自殺不遂搬到杜馬島過著隱居般的生活。兩人都因傷痛後感到杜馬島的應召，並獲得了神奇的力量，懷爾曼能夠看穿他人的心思，艾德格則可透過畫筆感應到未來。不過他們發現這些都是邪靈的圈套，艾德格與懷爾曼及年青助手發掘出80年前的秘密，將邪靈永遠封鎖。

## 評論及大眾反應
本書獲得廣泛的好評，和小比例的負面評價，史蒂芬·金在《今日美國》談論本書時表示：「......現今有越來越多的人開始讀我的作品，而那些把我的作品評論的一文不值的人不是死了，就是退休了。」 （页面存档备份，存于） 大部分評論家都著墨於本書情節和他本人遭遇的車禍之間的關連。
《紐約時報》的珍娜·瑪斯林發表了一則頗為正面的評論，她表示這本書「率直而踏實」，並讚美其簡潔而富有想像力的文字，及精彩緊湊的最後三章。 （页面存档备份，存于） 另外一篇不那麼正面的評論由《西雅圖時報》的馬克·拉內所撰，他批評了史蒂芬·金於枝末細節上的冗長說明，不過大大讚美了他筆下的角色和本書的恐怖。 （页面存档备份，存于）
理查·雷納於《洛杉磯時報》的一則評論中表示本書「美麗且嚇人」，並因其中勇敢而純真的角色讚賞本書。除此之外，也稱讚它的文字本身，「他（史蒂芬·金）的文字總是富有活力、幹勁、機智和優雅，關於這部份，許多批評大多時候對他一點都不公平。」但他也批評了這本書最後喪失其獨創性和可信度，表示：「這本書前三分之二的部份所營造出來的毛骨悚然和隱含的恐怖，都在船上的幽靈水手從海裡跑出來後前功盡棄。」 同樣地，《波士頓環球報》由艾瑞克·努南所撰的評論，則表示這本書是個「良好回歸」，回到那些和史蒂芬·金較優秀作品相同的模式。 （页面存档备份，存于）

## 與史蒂芬·金其他作品的關聯
- 艾德格和《末日逼近》的愛碧嘉·費曼多擁有一樣的姓氏，在該書中她是「旅行上尉」瘟疫下，「善良」倖存者的領導人，上帝的先知。
- 艾德格的Email是艾費十九，十九在《黑塔》中是個具有強大力量的數字。十九也出現在他前妻潘的Email中，潘六六七（6+6+7=19）。還有他女兒艾瑟第一次搭飛機離開時的班機，達美航空五五九號（5+5+9=19）。以及艾德格和潘會面的那間旅館房間的號碼八四七（8+4+7=19）。
- 艾德格用「生命是個轉輪」這個隱喻提到了業。
- 史蒂芬·金的短篇小說＜猴子＞中以發條猴子玩具的形式出現的惡靈，最後也是被扔到湖底以阻絕它的力量。
- 艾德格使自己的繪畫成真的能力，很像派崔克·丹維爾，一個出現在《失眠》和《黑塔》中的角色。兩人都有極佳的繪畫能力，可以用畫畫或擦拭去創造或消除東西。但和艾德格不同的是，丹維爾在很小的時候就展現了他的繪畫天份。
- 艾德格的許多畫作中都有玫瑰，玫瑰是《黑塔》中的一大關鍵，黑塔本身就被巨大的玫瑰原野包圍著。
- 小鯊魚樂團（Shark Puppy）並不是真實的樂團，其成員R·杜茲和W·丹布勞，和《牠》中的兩名主角（李察·杜茲和威廉·丹布勞）名字一樣。
- 波西的描述類似血腥之王。
- 在艾德格一行人把波西放到手電筒中之後，艾德格提到了：「波西版的用削尖的湯匙柄挖開牢房的牆壁？」，那是《麗塔海華絲與蕭山克監獄的救贖》的劇情。
- 當艾德格發覺他的畫作可能會傷害他的家人後，他打給他在羅德島的女兒艾瑟。她說有些東西（波西）從水管和馬桶裡對她講話。這部份很類似《牠》中的小丑。
- 伊莉莎白·伊斯特雷的娃娃諾敏，在一個「心形盒」中被發現。《心形盒》是史蒂芬·金的兒子喬·希爾所寫的小說。

## 外部連結
- 採訪史蒂芬·金－－討論《魔島》 （页面存档备份，存于）
- 史蒂芬·金官方網站 （页面存档备份，存于）
- 《今日美國》採訪 （页面存档备份，存于）
- 《紐約時報》評論 （页面存档备份，存于）
- 《西雅圖時報》評論 （页面存档备份，存于）
- 《洛杉磯時報》評論
- 《波士頓環球報》評論 （页面存档备份，存于）